# Liste der Kulturdenkmäler in Gossersweiler-Stein
In der Liste der Kulturdenkmäler in Gossersweiler-Stein sind alle Kulturdenkmäler der rheinland-pfälzischen Ortsgemeinde Gossersweiler-Stein aufgeführt. Grundlage ist die Denkmalliste des Landes Rheinland-Pfalz (Stand: 14. August 2023).

## Einzeldenkmäler
| Bezeichnung                          | Lage                                                        | Baujahr                            | Beschreibung | Bild                           |
| ------------------------------------ | ----------------------------------------------------------- | ---------------------------------- | --- | ------------------------------ |
| Wegekreuz                            | Gossersweiler, Hohlackerstraße, bei Nr. 2 Lage              | 1760                               | Wegekreuz, spätbarock, auf Tischsockel, bezeichnet 1760 | Fotos hochladen                |
| Katholische Pfarrkirche St. Cyriakus | Gossersweiler, Wassergasse 2 Lage                           | 1768/69                            | spätbarocker Saalbau, 1768/69, Erweiterung 1971–74 | weitere Bilder Fotos hochladen |
| Katholische St. Georgskapelle        | Gossersweiler, nördlich des Ortes; Flur An der Kapelle Lage | um 1830                            | auch Jergenkapelle; Walmdachbau, Vorhalle, um 1830 (1719?); Kruzifix auf Tischsockel, bezeichnet 1838                                                       | Fotos hochladen                |
| Friedhofskreuze                      | Stein, Friedhofstraße, auf dem Friedhof Lage                | zweite Hälfte des 19. Jahrhunderts | Friedhofskreuz, zweite Hälfte des 19. Jahrhunderts, mit kleinem Korpus; Friedhofskreuz, Fünfwundentypus auf Tischsockel, zweite Hälfte des 19. Jahrhunderts | Fotos hochladen                |
| Tabakschuppen                        | Stein, Friedhofstraße 11 Lage                               | 1940/41                            | Tabakschuppen; verbretterte Holzkonstruktion, 1940/41 | weitere Bilder Fotos hochladen |
| Katholische Kirche St. Martin        | Stein, Hauptstraße 18 Lage                                  | Mitte des 19. Jahrhunderts         | Saalbau, romanisierender Rundbogenstil, Mitte des 19. Jahrhunderts                                                                                          | weitere Bilder Fotos hochladen |
| Wegekreuz                            | Stein, Hauptstraße, an Nr. 18 Lage                          | 1784                               | Wegekreuz, Fünfwundentypus, spätbarock, bezeichnet 1784 | Fotos hochladen                |
| Wegekreuz                            | Stein, südlich des Ortes; Flur Mühlsteig Lage               | 1882                               | Wegekreuz, Fünfwundentypus, bezeichnet 1882 | Fotos hochladen                |